# Aglia cupreola
Aglia cupreola är en fjärilsart som beskrevs av Werner. 1902. Aglia cupreola ingår i släktet Aglia och familjen påfågelsspinnare. Inga underarter finns listade i Catalogue of Life.